# David Batra
David Chandra Batra, född 29 november 1972 i Lund, är en svensk ståuppkomiker, programledare och skådespelare.

## Biografi
David Batra är född och uppvuxen i Lund. Hans far Satish Batra, som är professor i medicin, är av indisk härkomst och kommer från Punjab, medan modern Marianne är svenskfödd. Han gick under sin gymnasietid på Spyken i Lund och utbildade sig därefter till civilekonom. Sin debut som ståuppkomiker gjorde han i oktober 1994 på hotell Kramer i Malmö. Karriär gjorde han med TV-programmen Räkfrossa och Kvarteret Skatan med bland andra Johan Glans. Det senare är ett sketchprogram som utspelas bland de udda människorna i ett förortskvarter.
År 2005 utkom Batras debutbok Vän av ordning där han har klippt ut och kommenterat insändare. Han har även publicerat boken Den som inte tar bort luddet ska dö, resultatet av hans samlande på uppfordrande lappar som folk satt upp på olika ställen. Tredje boken på detta tema, Det här var ju tråkigt, har han även turnerat med 2012–2013 som stand-up-monolog, som också visades på Kanal 5 2013. Han har även gett ut en CD, med 12 störande ljud med titeln Vem fan spelar trumpet kl 4.10 på morgonen?, som har fått inspiration från boken Den som inte tar bort luddet ska dö.
Han deltog ofta i radioprogrammet På minuten. Våren 2008 ledde han SVT:s humorprogram Morgonsoffan tillsammans med Petra Mede. Sommaren 2008 och 2015 var han sommarvärd i Sveriges Radios Sommar i P1.
År 2009 debuterade han i TV4-programmet Parlamentet, och under hösten/vintern 2009 och 2010 medverkade han i humorprogrammet Cirkus Möller i samma kanal.
Från och med 2017 är han en av jurymedlemmarna i underhållningsprogrammet Talang i TV4.
I programserien Världens sämsta indier, som började sändas i SVT hösten 2018, utforskar han Indien tillsammans med SVT:s korrespondent Malin Mendel i syfte att finna sitt ursprung och lära sig mer om landet. I november 2022 hade TV-serien Hårt väder premiär på SVT. I serien reser David Batra till några av jordens varmaste och mest vindpinade platser för att ta reda på hur människor hanterar en vardag med extremväder.
År 2023 var David Batra SVT:s julvärd.

### Privatliv

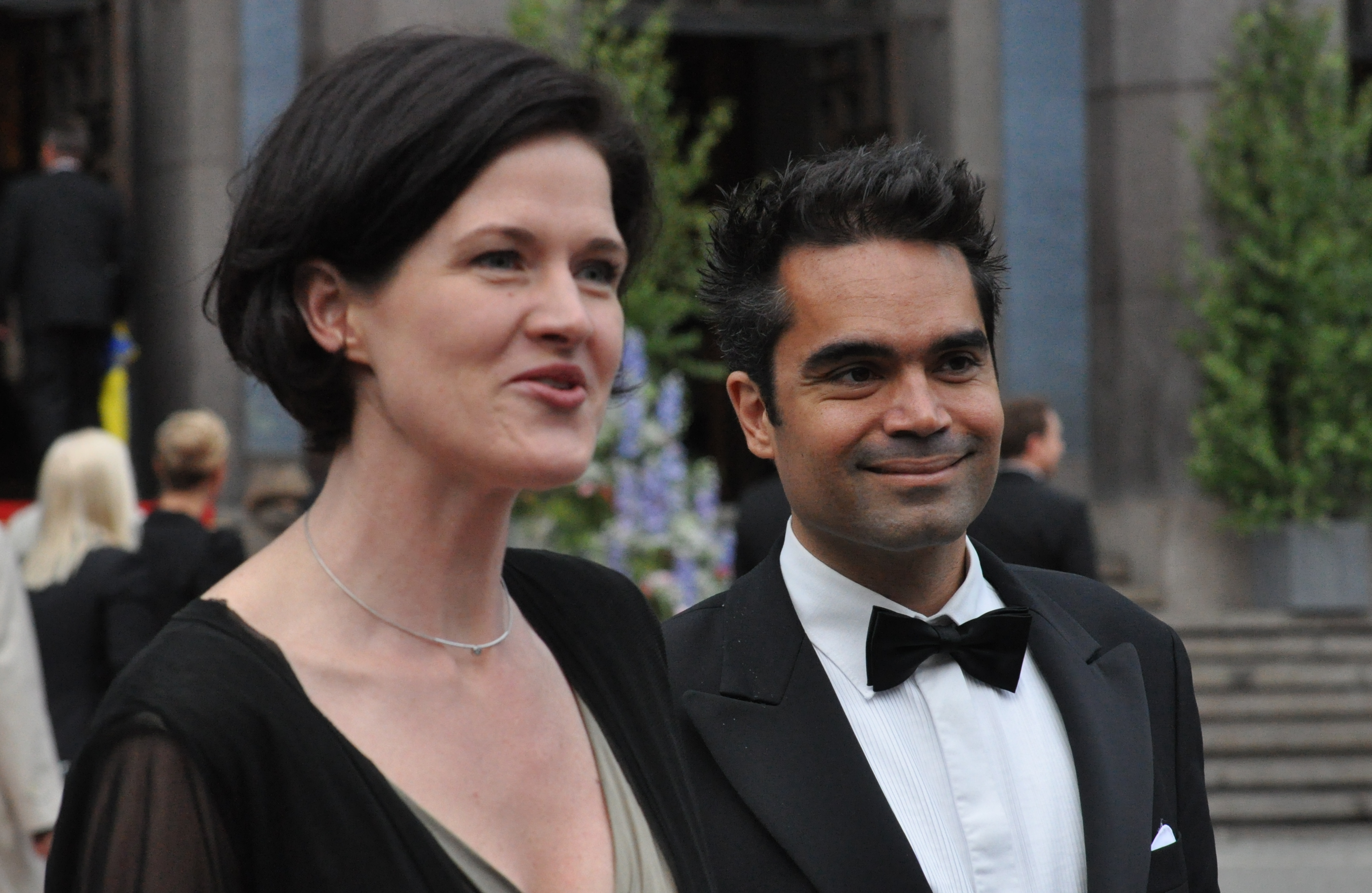
David Batra tillsammans med hustrun Anna Kinberg Batra år 2010.

David Batra är gift med Anna Kinberg Batra, Moderaternas tidigare partiledare. Tillsammans har de en dotter.

## Filmografi

### Film
- 2002 – Livet i 8 bitar
- 2007 – Beck – I Guds namn
- 2010 – Megamind (röst som Hejduk)
- 2011 – Åsa-Nisse – wälkom to Knohult
- 2012 – Kvarteret Skatan reser till Laholm
- 2024 – Jönssonligan kommer tillbaka

### TV
- 1990–1999 – Släng dig i brunnen (TV-program)
- 2000 – Räkfrossa
- 2002 – Världsmästarna[15]
- 2003–2006 – Kvarteret Skatan (TV-serie)
- 2012 – I kveld med Ylvis
- 2014 – Jättebästisar (TV-serie)
- 2015–2018 – Parlamentet (TV-program)
- 2016 – Skolan (TV-serie)
- 2017 – Släng dig i brunnen
- 2017–2023 – Talang (TV-program)
- 2018–2023 – Världens sämsta indier (TV-program)
- 2019 – Andra åket (TV-serie)
- 2022 – Hårt väder
- 2022 – Clark (TV-serie)
- 2023 – Världens bästa curry
- 2023 – Sov gott
- 2024 – LOL: Skrattar bäst som skrattar sist
- 2024 – First lady (TV-serie)
- 2025 – Där solen alltid skiner (TV-serie)

## Teater

### Rollista i urval
| År   | Roll              | Produktion                                                                         | Regi                 | Teater                  |
| ---- | ----------------- | ---------------------------------------------------------------------------------- | -------------------- | ----------------------- |
| 2011 |                   | Ett makalöst bröllop – kärlek vid första överkastet (Perfect Wedding) Robin Hawdon | Christoffer Bendixen | Krusenstiernska teatern |
| 2015 | Kapten Blackadder | Svarte Orm (Blackadder) Anders Albien, Richard Curtis, Rowan Atkinson, Ben Elton   | Anders Albien        | Intiman                 |